# Autumn songs best from off course
『autumn songs best from off course』（オータム・ウインズ・ベスト・フロム・オフコース）は、1990年8月29日に発売されたオフコース通算19作目の非監修ベスト・アルバム。

## 解説
レコード会社主導によるベスト・アルバム。CDとカセットテープの2形態で発売された。
「Yes-No」はアルバム『We are』収録のアルバム・ヴァージョン、「YES-YES-YES」は『I LOVE YOU』収録のアルバム・ヴァージョンでそれぞれ収録されている。
本作は2年前に発売された非監修ベスト・アルバム『Autumn Winds BEST FROM OFF COURSE』とは、内容が異なっている。

## 収録曲
| 全編曲: オフコース。 |                        |                    |          |      |
| #                    | タイトル               | 作詞               | 作曲     | 時間 |
| 1.                   | 「さよなら」           | 小田和正           | 小田和正 | 4:59 |
| 2.                   | 「愛を止めないで」     | 小田和正           | 小田和正 | 3:52 |
| 3.                   | 「Yes-No」             | 小田和正           | 小田和正 | 4:33 |
| 4.                   | 「I LOVE YOU」         | 小田和正           | 小田和正 | 5:02 |
| 5.                   | 「雨よ激しく」         | 鈴木康博           | 鈴木康博 | 3:13 |
| 6.                   | 「いくつもの星の下で」 | 鈴木康博           | 鈴木康博 | 4:22 |
| 8.                   | 「YES-YES-YES」        | 小田和正           | 小田和正 | 3:48 |
| 9.                   | 「せつなくて」         | 大間仁世、松尾一彦 | 松尾一彦 | 4:28 |
| 10.                  | 「夜はふたりで」       | 安部光俊、鈴木康博 | 鈴木康博 | 4:04 |
| 11.                  | 「冬が来るまえに」     | 小田和正           | 小田和正 | 5:45 |
| 12.                  | 「言葉にできない」     | 小田和正           | 小田和正 | 6:22 |
| 13.                  | 「その時はじめて」     | 小田和正           | 小田和正 | 4:19 |
| 14.                  | 「秋の気配」           | 小田和正           | 小田和正 | 3:50 |

## リリース履歴
| # | 発売日        | リリース              | 規格 | 品番      | 備考               |
| - | ------------- | --------------------- | ---- | --------- | ------------------ |
| 1 | 1990年8月29日 | EXPRESS / TOSHIBA EMI | CD   | TOCT-5776 |                    |
| 1 | 1990年8月29日 | EXPRESS / TOSHIBA EMI | CT   | TOTT-5776 | カセット同時発売。 |